# 1970 en rugby à XV
Cette page présente les faits marquants de l'année 1970 en rugby à XV : les principales compétitions et évènements liés au rugby à XV et rugby à sept ainsi que les naissances et décès de grandes personnalités de ce sport.

## Événements

### Mars
- Le Tournoi des cinq nations 1970 voit la victoire de la France, accompagnée du pays de Galles, la nation majeure des années suivantes. Les deux équipes remportent trois matchs et concèdent une défaite.

### Avril
- Création du Rugby Club Visé en Belgique.

### Mai
- 17 mai: L'équipe de  La Voulte remporte le championnat de France de rugby à XV de première division 1969-1970 après avoir battu l'AS Montferrand en finale. La Voulte remporte le bouclier de Brennus pour sa première participation en finale, l'AS Montferrand perd la finale du championnat de France pour la quatrième fois[1].

### Septembre
- 20 septembre : à Bourg-en-Bresse, la sélection française du Sud-Est bat la Roumanie B 17-6.
- 24 septembre : à Aurillac la Roumanie B bat la sélection Française du Centre 6-0.
- 27 septembre : à Toulon, la sélection française Méditerranéenne bat la Roumanie B 18-17.

### Octobre
- 1er octobre : 
  - En finale du bouclier d'Automne, à Toulouse, l'AS Béziers bat le Stade toulousain 11-6
  - Dans le cadre du centenaire de la Rugby union, à Twickenham, les équipes Angleterre-Galles et Irlande-Écosse font match nul 14-14.
- 17 octobre : toujours dans le cadre du centenaire de la Rugby Union, à Cardiff, le Pays de Galles bat le XV du Président 26-11.

### Décembre
- Sixième édition de la coupe Ibérique. Les Espagnols du FC Barcelone remportent le petit championnat.
- 4 décembre : à la suite d'un match houleux du Challenge Yves du Manoir le 22 novembre entre le SU Agen et le CA Brive les deux clubs sont exclus par la commission du challenge.
- 23 décembre : A Charléty, les Sud-Africains de l'Université de Stellenbosch battent le PUC 19-14

## Principales naissances
- 9 mars : Martin Johnson, international anglais (84 sélections), champion du monde en 2003, naît à Solihull.